# فرانسوا كومباني
فرانسوا كومباني هو لاعب كرة قدم بلجيكي في مركز ظهير ‏، ولد في 28 سبتمبر 1989 في أوكَل في بلجيكا. لعب مع K.S.V. Roeselare ‏.

## وصلات خارجية
- فرانسوا كومباني على موقع قاعدة بيانات كرة القدم.إي يو (الإنجليزية)
- فرانسوا كومباني على موقع Soccerway.com (الإنجليزية)